# Iglesia de San Martín (Llesp)
La iglesia de San Martín de Llesp (en catalán: església de Sant Martí) es la iglesia parroquial del pueblo de Llesp, antigua cabeza del municipio propio, actualmente perteneciente al término de el Pont de Suert (Cataluña, España).

## Descripción
Además de las referencias a haber sido sede provisional del obispado de Roda, no se tienen apenas noticias antiguas de la iglesia de San Martín de Llesp.
Es de origen románico, pero muy transformada con el paso de los años. Conserva, no obstante, algunas muestras del templo primitivo. La iglesia actual fue construida con las piedras de la antigua, que era la propiamente románica.
Es destacable la portada, actualmente en la fachada norte, pero que originalmente estaba en la de mediodía, del templo primitivo. Está hecha de un arco de medio punto realzado con una arquivolta biselada. Falta una arquivolta, perdida en el traslado, que arrancaba de los dos capiteles con columna actualmente huérfanos.
El cuerpo de la iglesia, en las partes que se conservan de la obra original, está hecho con petitos sillares estirados, colocados muy ordenadamente, y puede datar de finales del siglo XII. Tiene fuerte semblanza con las iglesias de San Clemente de Iran y de San Román de Casós.